# Prajsów
Prajsów – nieoficjalny przysiółek wsi Warszkowo w Polsce położony w województwie pomorskim, w powiecie wejherowskim, w gminie Wejherowo.
Miejscowość leży na zachodnim krańcu Puszczy Darżlubskiej.
Miejscowość wchodzi w skład sołectwa Warszkowo.
Do 1 września 1939 roku była osadą graniczną i znajdowała się po polskiej stronie granicy (znajdował się tu stały posterunek polskiej Straży Granicznej).
W latach 1975–1998 miejscowość należała administracyjnie do województwa gdańskiego.